# Pinocchio et Gepetto
Pour les articles homonymes, voir Pinocchio (homonymie).
Série
Pinocchio
(1996)
Pour plus de détails, voir Fiche technique et Distribution.
Pinocchio et Gepetto (The New Adventures of Pinocchio) est un film réalisé par Michael Anderson, sorti en 1999.
Il s'agit de la suite du film de Steve Barron intitulé Pinocchio, sorti en 1996.

## Synopsis
Voulant aider son père malade, Pinocchio se laisse embobiner par la maléfique Mme Flambeau qui lui vend un étrange élixir censé guérir Geppetto. Cette potion de charlatan se révèle en fait un mauvais sort, qui transforme Geppetto en pantin de bois. Pinocchio, voulant retrouver son père comme avant, supplie Mme Flambeau de lui rendre sa forme humaine. Mais il se laisse une nouvelle fois avoir et redevient lui aussi un pantin de bois. Il s'avère en réalité que Mme Flambeau est en fait Lorenzini, l'ennemi de Pinocchio lors du précédent film.

## Fiche technique
Sauf indication contraire, les informations mentionnées dans cette section peuvent être confirmées par la base de données cinématographiques IMDb,  présente dans la section « Liens externes ».
- Titre original : The New Adventures of Pinocchio
- Titre français : Pinocchio et Gepetto
- Réalisation : Michael Anderson
- Scénario : Sherry Mills et Tom Sheppard, d'après le roman Les Aventures de Pinocchio de Carlo Collodi[1]
- Musique : Günther Fischer et Rainer Oleak
- Direction artistique : Simon Bowles et Keith Slote
- Décors : Humphrey Bangham
- Costumes : Cynthia Dumont
- Photographie : Ennio Guarnieri
- Son : Jörg Höhne, Stefan Rüdel, Axel Arft, Robin Pohle et Joss Sanglier
- Montage : Andrew MacRitchie et Marcus Manton
- Production : Raju Patel, Jeffrey M. Sneller et Harald Reichebner

Production déléguée : Silvio Muraglia et Omar Kaczmarczyk, Romain Schroeder et Charles M. Fries.
- Sociétés de production[3] :
  - Royaume-Uni : Centurion, Fries Film Group, Pinocchio II Productions Ltd., Global United Entertainment (Coproduction)
  - Luxembourg : The Carousel Picture Company
  - Allemagne : Creativ Berlin Filmpartners
- Sociétés de distribution :
  - Luxembourg et Belgique : RCV Film Distribution
  - Allemagne : Nighthawks Pictures GmbH & Co. KG
- Budget : 10 millions de dollars[4]
- Pays d'origine :  Royaume-Uni,  Luxembourg,  Allemagne
- Langue originale : anglais
- Format[5] : couleur - 35 mm - 1,85:1 (Panavision) - son Stéréo
- Durée : 94 minutes
- Dates de sorties[6] :
  - Royaume-Uni : 27 février 2001 (sortie directement en DVD)
  - France : 4 avril 2001
  - Allemagne : 5 avril 2001
  - Belgique : 28 février 2016
- Classification[7] :
  -  Royaume-Uni : PG - Parental Guidance (Pour un public de huit ans et plus - Accord parental souhaitable)[8].
  -  Allemagne : FSK 6 (Enfants de 6 ans et plus).
  -  France : Tous publics (Conseillé à partir de 8 ans)[9] (visa d'exploitation no 101870 délivré le 2 avril 2001)[10].

## Distribution
- Martin Landau (VF : Jean-Claude Balard) : Geppetto
- Gabriel Thompson (VF : Brice Ournac) : Pinocchio
- Udo Kier (VF : Michel Papineschi) : Mme Flambeau / Lorenzini
- Sarah Alexander (VF : Barbara Tissier) : Felinet
- Simon Schatzperger (VF : Thierry Wermuth) : Volpe
- Warwick Davis (VF : Emmanuel Curtil) : le nain
- Ben Ridgeway (VF : Paul Nivet) : Luminion
- Gemma Gregory (VF : Chloé Berthier) : La fée bleue / Isabella

## Accueil

### Accueil critique
Aux États-Unis, le long-métrage a reçu un accueil plutôt favorable :
- Sur Internet Movie Database, il obtient un score défavorable de 5,3⁄10 sur la base de 687 critiques[11].

En France, les retours sont mitigés :
- Sur Allociné, il obtient une moyenne de 2,6⁄5 sur la base 9 critiques de la part de la presse[12] et il obtient une moyenne de 2,8⁄5 sur la base 6 critiques de la part des spectateurs[13].
- Sur SensCritique, il obtient une moyenne de 4,4⁄10 sur la base de 204 retours du public dont 7 coups de cœur et 22 envies[14].
- Sur Télérama, la note des spectateurs est de 1,58⁄5 pour 18 critiques[15].

## Commentaires
La distribution est différente du premier volet : Gabriel Thompson est Pinocchio au lieu de Jonathan Taylor Thomas ; Simon Schatzperger joue le renard à la place de Rob Schneider ; Sarah Alexander joue Felinet après Bebe Neuwirth ; Ben Ridgeway est Luminion à la place de Corey Carrier.